# Bobino (émission de télévision)
Pour les articles homonymes, voir Bobino (homonymie).
Bobino est une série télévisée québécoise pour la jeunesse en plus de 5 000 épisodes (dont 1 600 en noir et blanc) créée par Guy Sanche et diffusée entre le 23 mai 1957 et le 14 juin 1985 à la Télévision de Radio-Canada.
Le titre provient du personnage principal créé et interprété par Guy Sanche jusqu’à la fin de la série. De par sa longévité exceptionnelle, la série possède un statut de série culte.

## Synopsis

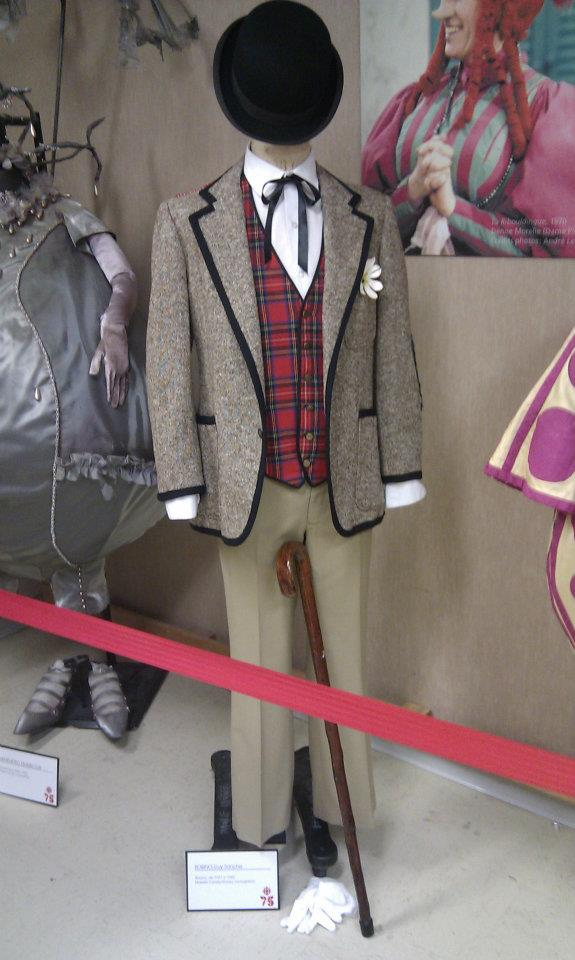
Le costume de Bobino exposé à La Maison de Radio-Canada à Montréal.

Dans sa forme achevée, l'émission tourne autour des péripéties de Bobino (Guy Sanche) et de sa petite sœur Bobinette (une marionnette maniée par Paule Bayard puis Christine Lamer). L'histoire est entrecoupée de séquences de dessins animés présentés comme étant des petits bouts de films. Les personnages principaux s’adressent directement aux téléspectateurs que Bobino nomme les tout-petits.

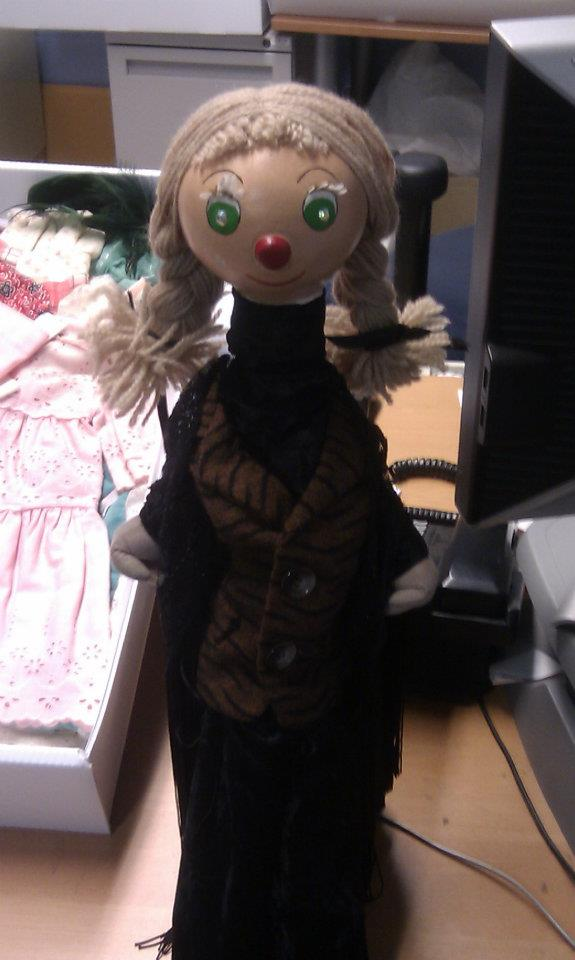
Bobinette, la dernière marionnette originale utilisée dans la série, exposée dans le costumier de La Maison de Radio-Canada à Montréal.

Le ton est humoristique et l'épisode-type montre les deux protagonistes qui se jouent des tours. Par exemple, Bobino se déguise ou Bobinette utilise différents artifices comme une poire-à-eau, de la poudre à éternuer, du poil à gratter et elle rêve de pétards-à-la-farine. Ces deux derniers sont la source de blagues à répétition depuis le début de la série.

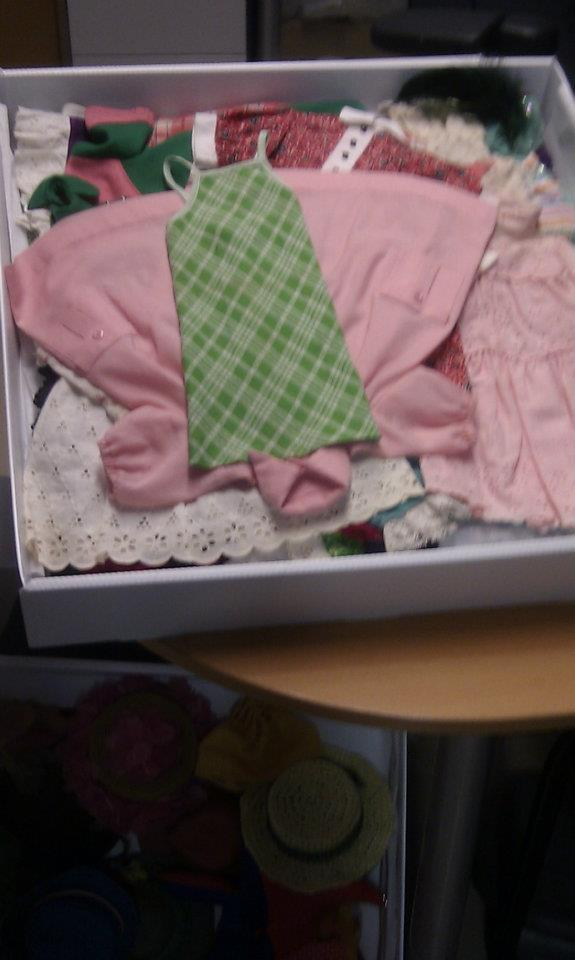
Quelques costumes de Bobinette.

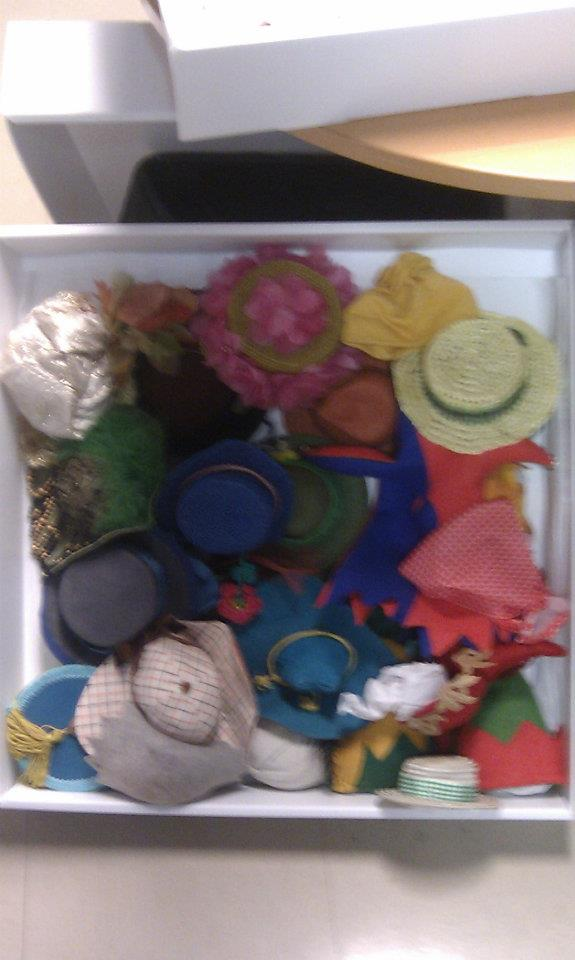
Quelques chapeaux de Bobinette.

Les personnages secondaires ne sont jamais vus à l'écran. La majorité se manifeste seulement par un bruit distinct, dans le cas de Tapageur (qui représente le bruiteur) ou, concernant Camério (représentant le caméraman), par le mouvement de son objectif, mouvements de haut en bas (pour indiquer le oui) ou de gauche à droite (pour indiquer le  non). La caméra peut s'avancer ou reculer (subjectivement) pour indiquer le déplacement de Camério et les mouvements latéraux de l'objectif montrent le déplacement du regard de Camério… Une exception: Giovanni, l'ami de Bobinette d'origine italienne, qui est également une marionnette, manipulée par Gaétan Gladu.
L'émission se terminait souvent par la présentation de dessins envoyés par les enfants, lesquels constituaient l'auditoire cible. De nombreux téléspectateurs pré-adolescents poursuivaient au fil des ans leur rencontres quotidienne avec leurs amis Bobino et Bobinette.
Les critères qui animaient Michel Cailloux et Guy Sanche pour l'élaboration de l'émission étaient le respect de l'enfant, le développement de son imagination, la qualité du langage, l'ouverture sur un monde exaltant à faire découvrir, à faire aimer, le tout présenté dans une ambiance d'amusement, de distraction.

### Décors
Au fil des années, l'émission a souvent changé de décor, selon les choix de thèmes de l'auteur Michel Cailloux. Quelques fois, des évènements précis ont entraîné la création de décors spécifiques tels que la Fête de la musique qui inspira le Centre musical et les jeux olympiques de Montréal qui inspiront le Centre sportif.

## Épisodes
Les premiers épisodes de Bobino furent diffusés les jeudis du 23 mai au 20 juin 1957 de 17 h 30 à 18 h. Par la suite, la série fut diffusée le dimanche, à compter du 30 juin 1957, de 17 h 30 à 18 h 30. Immédiatement après, au début de la saison régulière 1957-1958, l'émission fut diffusée du lundi au vendredi en après-midi. Certaines années, l'émission était diffusée aussi pendant la période estivale avec une plage horaire différente. Quelquefois seulement, le dimanche. Avec le temps, le format standard sera du lundi au vendredi à 16 h pendant la saison régulière des programmes. Ce format restera le même jusqu'à la fin de l'émission.

### Le thème musical
Radio-Canada n'a pas conservé d'épisode de Bobino de la saison 1957-1958 à la saison 1961-1962. Le thème musical pour cette période est à déterminer.
Pour la saison 1962-1963 et jusqu'à la fin de la série en 1985, l’émission utilise pour son thème musical un enregistrement qui porte le nom de Double March, qui est crédité au compositeur Dwight Barker. Il en est fait d'ailleurs mention dans le CD Bobino et Bobinette commercialisé en 1998 dans lequel se retrouve le thème musical de Bobino.
Le nom Dwight Barker est en fait le pseudonyme d’un duo de compositeurs constitué par Tommy Reilly (en) et James Moody (en).
Il est probable que Double March fut composé et enregistré dans les années 1950,,,,,.
Les instruments utilisés sont l’harmonica (possiblement chromatique de marque Hohner, modèle Super Chromonica en tonalité de Do (C major)), la contrebasse et la batterie. C'est Tommy Reilly lui-même qui joue de l'harmonica mais les noms des autres musiciens restent à déterminer.

## Distribution
Comédiens et invités
- Guy Sanche : Bobino[17]
- Paule Bayard : Voix et manipulation de Bobinette (de 1960 à 1973)
- Christine Lamer : Voix et manipulation de Bobinette (de 1973 à 1985)
- Gaétan Gladu : Voix et manipulation de Giovanni (de 1982 à 1985)
- Jacques-Charles Gilliot : Mouvements de caméra Camério (de ? à ?)
- Louis Lalande : Tricotin (remplace Bobino du 27 octobre au 23 novembre 1971[18] à l'Agence de voyage.)
- Břetislav Pojar[19], Jean Image[20], et Tristan Demers ont participé à l'émission[21].
- Michel le Magicien a participé à la 1000e[22] et à la 2500e émission[23]

Autres personnages
La plupart des personnages ne sont jamais vus à l'émission. Certains manifestent leur présence par un bruit distinct ou, comme dans le cas de Camério, par le mouvement de sa lentille.
- Assurbanipal[24] : Cousin de Gustave. Mentionné lors de la 1000e émission de Bobino et le dernier épisode du 14 juin 1985.
- Camério : La caméra, capable d'agiter la tête pour dire oui ou non et qui avait une peur bleue des vaches.
- Coup de Vent : mentionné dans un article de La Semaine à Radio-Canada de la semaine du 15 au 21 mars 1958, page 8.
- Gustave : Fantôme collaborateur de Bobino, s'exprimant par l'intermédiaire de grelots.
- Grain de sel : Ami de Bobinette
- Jujube : Ami de Bobinette
- Pastille : Amie de Bobinette
- Bigoudine : Amie de Bobinette
- Paulo : Ami de Bobinette
- Radicelle : Amie de Bobinette
- Tonio : Ami de Bobinette
- Toine : Ami de Bobinette
- Philomène : Amie de Bobinette
- Pilule : Amie de Bobinette
- Caroline : poupée de Bobinette
- Lucido : un petit génie qui apparaît en surimpression lorsque Bobinette a besoin d'un conseil pour jouer un tour à Bobino.
- Mlle Fenouillard : Premier professeur de Bobinette
- Tapageur : Bruiteur-fantôme spécialiste de la musique et du bruit s'exprimant par l'intermédiaire d'une trompe-pouët-pouët[25].
- Télécino : Le télécinéma, dispensateur de petits bouts de films.
- Le général Garde-à-Vous : Pensionnaire chez Bobino qui dévorait ses oreillers lors de grandes colères.
- Le professeur Barbenzinc : Vieux savant à la distraction perpétuelle travaillant sans cesse à de nouvelles inventions qui ne fonctionnent jamais.
- Mlle Prune : Voix de Paule Bayard. (Dans un épisode, il est mentionné que Mlle Prune et Mlle Abricot sont cousines et qu'elles s'occuperont ensemble du Centre récréatif durant la période estivale.)
- Mlle Abricot : Cousine de Mlle Prune, esclave inconditionnelle de la mode aux frayeurs souvent farfelues, voix de Christine Lamer.
- M. Plumeau : Voisin à la lenteur proverbiale, nouveau propriétaire de l'auberge.
- M. Barigoule : Professeur de Bobinette à l'école.

L'anniversaire de Bobinette est mentionnée comme étant le 12 mai. L'anniversaire de Giovanni est mentionnée comme étant le 26 octobre.
Le Fonds Michel Cailloux qui a été déposé aux Archives nationales du Québec contient entre autres ses textes concernant Bobino et Nic et Pic.

## Réalisation
De par sa durée, l'émission a vu défiler plusieurs réalisateurs.
- René Boissay
- Gilles Brissette
- Claude Caron (1962[28] - 1964)
- Pierre Castonguay (1963 - 1964)
- Thérèse Dubhé (script-assistante de 1970 à 1975 et réalisatrice de 1975 à 1985)
- Fernande Chouinard (1963 - 1964)
- Maurice Falardeau
- Aimé Forget
- Fernand Ippersiel (1957)
- Marcel Laplante[29] (1970 - 1975)
- Jean-Paul Leclerc (1964 - 1969)
- Louis Létuvé (1959 - 1960)
- Alex Page (1963 - 1964)
- Gilles Sénécal (1970 - 1971)

## Équipe technique
- Christiane Beauregard : maquette et la confection de Bobinette (début des années 1970). La Bobinette qui appartient à Michel Cailloux a été fabriquée par Christiane Beauregard.
- Jean-Marie Blier : machiniste (1973-1974)
- Pierre Bourgault : régisseur (1957-1959)[30],[31]
- Pierre Carrière : bruiteur (début de l'émission en 1957 à 1973-1974)[6]
- Christiane Chartier : costume et la confection de Bobinette (début des années 1960 au milieu des années 1970). La Bobinette qui appartient à Christine Lamer a été fabriquée par Christiane Chartier.
- Marielle Chevrier : maquette et confection de Bobinette (années 1960)
- Edmondo Chiodini : décors de l'émission dont les maisons de Bobinette (1957-1985) et concepteur de la première marionnette de Bobinette d'après un dessin de Michel Cailloux (1960).
- Marielle Constantineau : maquette dont la confection de Bobinette (années 1960)
- Maurice Day : décorateur et accessoiriste de 1980 à 1985
- Hélène Falcon : maquette dont la confection de Bobinette (années 1960) et la confection du deuxième Giovanni (1982-1985)
- Léonie Gervais[32]: dessinatrice des personnages du générique des années 1960 qui ont servi par la suite aux divers produits dérivés (jeux, épinglettes, etc.)[33]
- Marie-Andrée Lainé : costumière du costume de Bobino (dernières années de l'émission)
- Adélard Lavoie : ensemblier (1973-1974)
- Nicoletta Massone : costumière du costume de Bobino (début de la série)[34]
- Lise Pépin : illustrateur
- Gilles Hébert : bruiteur, le premier Tapageur
- Normand Ringuette : bruiteur
- Marianne Séguin : maquette dont la confection de Bobinette (années 1970).
- Andrée Tétreault : maquette dont la confection de Bobinette (de la fin des années 1970 à la fin de l'émission en 1985) et la confection du premier Giovanni (1982)
- Fernand Vézina : illustrateur (1973-1974)
- Pierre Watters : bruiteur[35]
- Anna (Anneliese) Buechsel :  dessinatrice et costumière de certains costumes (ou robes) portés par Bobinette (1960-1970)

À noter : la toute première tête de Bobinette créée par Edmondo Chiodini était faite d'un composé de bran de scie et de colle appliqué sur une boule en polystyrène expansé, par la suite les têtes de Bobinette étaient faites en papier-mâché. Plus tard, les têtes étaient faites de différentes matières dont le plastique liquide.
Bien qu'il y ait eu plusieurs Bobinette fabriquées durant la série Bobino, il n'y a eu que quatre marionnettes de Giovanni.

## Histoire
Bobino voit le jour en 1957. Créé de toutes pièces par son interprète Guy Sanche, le personnage est surtout un prétexte pour présenter la diffusion de divers bouts de films. Pour meubler l'univers de Bobino, Guy Sanche invente rapidement une panoplie de personnages imaginaires : Camério, la caméra qui bascule de haut en bas et de gauche à droite pour interagir avec Bobino, Télécino qui présente les bouts de films, et Gustave, le fantôme, qui est né accidentellement, lors de la deuxième émission de la série. Troublé par le bruit d’un trousseau de clé échappé par un machiniste, Bobino répliqua spontanément : « Voyons, Gustave! »
« Parce qu’on diffuse un grand nombre de films d’animation à Bobino. C’est de bobine [de films] qu’est dérivé le nom du personnage qu’incarne Guy Sanche. » Fait intéressant à noter : à l'origine, Bobino s'appelait Bobino-Guy.
Lors des deux premières saisons de Bobino, Guy Sanche s'occupait seul de l'émission en écrivant une base et en improvisant le reste. À partir de la saison 1959-1960, Michel Cailloux (alias Michel-le-Magicien de La Boîte à Surprise) écrira tous les textes de l'émission jusqu'à la fin de la série en 1985. M. Cailloux intègre de nouveaux personnages imaginaires à l'émission et il est également le créateur de la petite sœur espiègle de Bobino Bobinette dont les images ont servi à la conception de la marionnette.
Bobinette est apparue dans Bobino en novembre 1960.
Paule Bayard, qui donnait sa voix au personnage de Bobinette, tomba gravement malade en 1973 et Christine Lamer remplaça Paule Bayard à partir des quatorze derniers épisodes de la saison 1972-1973 et continua à faire la voix et la manupulation de Bobinette jusqu'à la fin de la série en 1985. Depuis la fin de l'émission Bobino, Christine Lamer et Bobinette ont participé à de nombreux spectacles et entrevues.
En 1966 après 1 600 épisodes en noir et blanc, Bobino passe à la couleur. De nouveaux épisodes sont produits jusqu'en 1985, ce qui représente plus de 5 000 épisodes. L'émission fut diffusée en reprise en matinée jusqu'en 1989.

### Les studios d'enregistrement
De 1957 à 1973, l’émission fut produite et enregistrée dans les bureaux montréalais de la Société Radio-Canada de l’époque dans l’ancien Hôtel Ford qui est situé au 1425, boulevard René-Lévesque Ouest (Dorchester à l'époque). Par la suite, la série fut produite et enregistrée à la Maison de Radio-Canada situé au 1400, boulevard René-Lévesque Est. Les enregistrements eurent d’abord lieu au studio 48 puis au studio 59.
Ici Radio-Canada précise :
"C’est le 7 août [1973] que l'équipe de Bobino s’installe dans son nouveau domaine pour commencer les enregistrements. Il y a du pain sur la planche…  et des disques sur les tablettes. Il faut mettre au point un bon nombre d'émissions avant « la première », le lundi 3 septembre [1973], jour de la Fête du travail. Au rythme de cinq émissions par semaine, une demi-heure par jour, du lundi au vendredi à 16 heures, soit 195 par année il ne faut pas se croiser les bras trop souvent. Mais on a l'habitude, à l'équipe de Bobino, depuis quinze ans qu'on fonctionne au même tempo.
Cette année, en plus, ce qui stimule, encourage et donne encore plus de dynamisme que jamais à tous les membres de cette équipe unie comme une famille ou une bande de copains endiablés c’est le plaisir de travailler dans de vastes espaces où on a ses coudées franches, tout en attendant la belle fête qu’on se fera, lors de la 3000e de Bobino, en mars 1974"

## Participation des personnages de Bobino à d’autres émissions
- Durant la saison 1958 - 1959, le personnage de Bobino a participé à La Boîte à Surprise. Il avait des aventures avec Monsieur Surprise, Bim et Sol. En contrepartie, certains personnages de La Boîte à Surprise sont présents ou mentionnés lors de la 1000e émission de Bobino le 12 mars 1964.
- 20 novembre 1965 - Bobino et Bobinette présentent le défilé du Père-Noël[45]
- Le samedi 1er avril 1967, de 11 h 30 à 12 h 30. Émission intitulée Bonjour Alain avec Bobino, Bobinette et les autres personnages des émissions jeunesse de Radio-Canada.
- Le lundi 4 septembre 1967 de 10 h 30 à 10 h 45. Émission intitulée « Alain » :

Alain a fait un rêve… Un rêve extraordinaire qui dévoilera aux jeunes mille et un secrets sur la programmation d’automne de Radio-Canada [dont Bobino fait partie]. Quel est ce rêve? Animateur : Alain Gélinas.
- Tous les samedis du 15 juin au 31 août 1968, Bobino animera l’émission Ciné-jeunesse (ou Cinéma-jeunesse) qui diffusait non pas des dessins animés mais des courts-métrages provenant du monde entier.
- On apprend dans la section historique du site Internet du Carnaval de Québec ce qui suit: « Aux carnavals de 1973 et 1974, Bobino (Guy Sanche) et Bobinette, personnages de l'émission de télévision tant aimée des enfants, s'amènent à Québec pour donner quatre spectacles au Manège militaire. Bobinette a pris soin de se déguiser en Bonhomme Carnaval, avec tuque rouge et ceinture fléchée[46]… »
- La Machine à images diffusée le 10 septembre 1977 de 19 h à 21 h sur la chaîne de Radio-Canada réunissait plusieurs personnages des émissions jeunesse de Radio-Canada, dont Bobino et Bobinette :

Dans son édition du 15 au 21 octobre 1977, Ici Radio-Canada consacre une page sur La Machine à images diffusée le 10 septembre 1977 où on peut voir des photographies de l'évènement. Tout ceci s'inscrivait dans le cadre des célébrations entourant le 25e anniversaire (1952-1977) de la télévision de Radio-Canada. Pour l'occasion, une réplique de Bobinette a été remise à Guy Sanche, Christine Lamer et Michel Cailloux. C'est cette réplique que Christine Lamer utilise depuis à chacune de ses apparitions avec Bobinette.
- C’est à Allô Boubou, animé par Jacques Boulanger, que le 24 mai 1982 on célébra le 25e anniversaire de Bobino[48],[49].
- Ricardo, émission culinaire avec Ricardo Larrivée, présenté à Radio-Canada, production: La Presse Télé, 2003. Bobinette et Christine Lamer participent à cette émission du temps des fêtes.
- La Boîte à Souvenirs, une présentation spéciale diffusée sur la chaîne ARTV diffusée originellement à compter du 24 décembre 2007.

## Campagnes publiques
Mais Bobino et Bobinette ont également participé à des campagnes publicitaires visant à sensibiliser le public.
En 1976, Bobino a participé à une publicité du ministère du Transport du Québec sur la sécurité et l'autobus scolaire et qui avait pour thème Arrivez en vie, quelqu'un vous attend.
Durant les années 1980, Bobino et Bobinette ont participé aux campagnes de financement de l'Unicef-Canada.
En 2001, Bobinette participa à la campagne de financement des petits frères des Pauvres. La campagne consistait en une carte (de 18 cm X 24 cm environ) en deux parties détachables qui représentaient le personnage de Bobinette. Une partie était à conserver l'autre partie était à retourner et permettait de faire parvenir un don.

## Adaptations et produits dérivés
Avec l'arrivée des produits dérivés, Bobino et Bobinette ont fait des tournées afin de promouvoir les différents produits. Particulièrement au début des années 1970, on peut voir généralement Bobino, quelquefois accompagné par d'autres personnages jeunesse (la Souris verte) dans les grands magasins ou les centres commerciaux.

### Memorabilia
À ses débuts, Bobino recevait des demandes des téléspectateurs afin d'annoncer l'anniversaire des enfants. Par la suite et jusqu'à la fin de la série, Bobino invita les tout-petits à participer à un concours de dessins, souvent selon un thème précis.
Les enfants recevaient au moins une lettre de félicitation par la poste pour avoir participé. Les gagnants du concours voyaient leur dessin présenté à l'émission et recevaient une récompense par la poste. Dans la plupart des cas, ces récompenses ne pouvaient être obtenues qu'en gagnant au concours de dessins. La présentation des dessins se faisait presque tous les jours à la fin de l'émission, selon le temps disponible.
Radio-Canada demanda à Léonie Gervais de dessiner 10 illustrations qui ont par la suite été utilisées pour réaliser les récompenses.
Lors de l'épisode du 23 octobre 1962, Bobino explique que l'année précédente, les tout-petits qui envoyaient un beau dessin recevaient 1 morceau de casse-tête constitué de 6 morceaux en tout et lorsqu'un tout-petit avait réussi à obtenir les 6 morceaux, il recevait un "beau cadeau".
Parmi les autres récompenses, il y a eu d'abord des illustrations imitant les timbres-poste avec les dentelures et qui mesuraient 15 par 18.5 centimètres avec la valeur indiquée au coin supérieur gauche (1 pour 1 cent, 2 pour deux cents, etc.). Des exemplaires du timbre de Bobino et du timbre de Bobinette sont conservés aujourd'hui dans le fonds Michel Cailloux aux Archives nationales du Québec à Montréal. Il est possible de voir le timbre de Bobino et le timbre de Bobinette au début du générique de la 1000e émission de Bobino, un épisode de la saison 1963-1964. Au crédit du même épisode, on peut y voir, en plus des timbres de Bobino et Bobinette déjà mentionnés, les timbres de Camério, Gustave et Télécino.
Par la suite, on réalisa, toujours avec les mêmes illustrations de Léonie Gervais, des insignes (macarons) de différentes couleurs mesurant environ 2,5 centimètres de diamètre et également de la monnaie Bobino qui était imprimé sur du carton de forme ronde.
Lors d'un entretien, Michel Cailloux précise que parmi les récompenses, deux rondelles de hockey de format standard ont été réalisés, l'une avec l'illustration de Bobino et l'autre avec l'illustration de Bobinette. Il précisa également que La Boîte à Surprise donnait aussi des objets aux enfants qui écrivaient à l'émission.
Vers la fin de la série, les récompenses étaient constituées de cartes postales qui, contrairement aux autres récompenses antérieures, étaient également disponibles à la boutique de Radio-Canada.

### Les Éditions Héritage
Durant près de vingt ans de collaboration, Les Éditions Héritage ont mis sur le marché de nombreux albums à colorier, des cahiers d'activités, des casse-têtes, etc. sous le thème de Bobino. C'est vers 1967 qu'Antoine Mirault, fondateur et propriétaire des Éditions Héritage, contacta Michel Cailloux afin de lui proposer de commercialiser des albums à colorier sous le thème de Bobino. Michel Cailloux conçu les dessins et c'est l'imprimerie Payette qui se chargea de l'impression. Les Éditions Héritage assurant la distribution et la mise en marché. Les deux premiers albums à colorier se sont vendus à plus de 500 000 exemplaires chacun. Par la suite, en 1968, Antoine Mirault vendit sa compagnie Les Éditions Héritage à l'imprimerie Payette.

### Bandes dessinées
- 1973 : Le journal fou, fou, fou, Michel Cailloux; ill. Norbert Fersen. Saint-Lambert : éd. Héritage,. (coll. Bobino et Bobinette)
- 1974 : Bobino et Bobinette : Le rayon Oméga, Michel Cailloux; ill. Norbert Fersen. Montréal : éd. Ici Radio-Canada, en collaboration avec Saint-Lambert : Ed. Héritage,

### Matériel Pédagogique
- 1983 : Avec Bobinette, j’apprends l’abc, Michel Cailloux ; ill. Anna-Maria Ballint, Saint-Lambert : éd. Héritage, Réédition 1991 sous le titre : Avec Bobinette, j’apprends l’alphabet. (coll. Héritage jeunesse)
- 1983 : Avec Bobinette, j’apprends à compter, Michel Cailloux ; ill. Anna-Maria Ballint, Saint-Lambert : éd. Héritage, Réédition 1991. (coll. Héritage jeunesse)
- 1988 : Le Catéchisme de Bobinette, Michel Cailloux ; ill. Caroline Mérola, Montréal: éd. Paulines,.
- 1990 : Avec Bobinette, j’apprends les formes, Michel Cailloux ; ill. Anna-Maria Ballint, Saint-Lambert : éd. Héritage, (coll. Héritage jeunesse)
- 1990 : Avec Bobinette, j’apprends les couleurs, Michel Cailloux ; ill. Anna-Maria Ballint, Saint-Lambert : éd. Héritage, (coll. Héritage jeunesse)

### Discographie

#### Disque 33 1/3 tours de 7"
- 1966 : Bobino et Bobinette, Stade 1, Mini-Micro, Select, SMM-733.005.
- 1966 : Bobino et Bobinette, Stade 2, Mini-Micro, Select, SMM-733.025.

#### Disque vinyle 33 1/3 tours de 12"
- 1964 : Bobino et Bobinette, Vol. 1 : « au laboratoire[60] », Select, M-298.067
- 1965 : Bobino et Bobinette, Vol. 2 : « Cours Uvernisitaires[63]», Select, M-298.087
- 1968 : Bobino et Bobinette, Vol. 3 : « à l’auberge », Select, M-298-117
- 1969 : Bobino et Bobinette, Vol. 4 : « Voyajologie », Select, M-298.124, 1969.
- 1969 : Bobino et Bobinette, Vol. 5 : « à la librairie », Select, S-398.147, 1969.
- 1970 : Bobino et Bobinette, Vol. 6 : « le temps des fêtes », Select, S-398.185, 1970.
- 1972 : Bobino et Bobinette, « racontent Beethoven », Select, S-398.216
- 1972 : Bobino et Bobinette, « racontent Schubert », Select, S-398.217
- 1974 : Bobino et Bobinette, « racontent Mozart », Select, S- 398.218
- 1980 : Bobino et Bobinette, « racontent Chopin », Select, Scc-13.063
- 1980 : Bobino et Bobinette, « à la ferme », Select, SSC 13064
- 1980 : Bobino et Bobinette, « farces du petit âge et du Moyen Âge », Select, SSC-13074, Montréal
- 1981 : Bobino et Bobinette, « Vol. X ou Y : Échantillons d'anniversaire », Select, SSC-13079 (Extraits de disques précédents tirés de l'émission Bobino, diffusée au réseau de télévision de Radio-Canada)

#### Disques compacts
- 1998 : Bobino et Bobinette, VOX 7962-2 Fonovox, Fonovox : Distribution Fusion III, Montréal

### Vidéographie

#### VHS
- ? : SRC : Classiques des années soixante, SRC Vidéo, Volume 3 - Partie 3 : Épisode 1000e anniversaire.
- c.1996 : SRC : Les grandes émissions jeunesse de Radio-Canada, SRC Video, Volume 2 - Partie 4 : La journée internationale de la musique
- ? : SRC : Les meilleurs épisodes de Bobino, SRC Vidéo, Imavision 21
  - Volume 1 : Le Crayon Rouge, La tristesse de Giovanni, La disparition de Giovanni et Les Postiches
  - Volume 2 : Diogène, Le téléphone qui fait rire, Blanche-Neige, La corneille voleuse
  - Volume 3 : Le capitaine des pompiers, L'agent secret, Le Carnaval des Animaux, Le spécialiste en Oto-Rhino-Laryngologie
- 2002 : Radio-Canada : Cinquante ans de grande télévision jeunesse, Volume 3 - Partie 4 : Les Vacances, distribué par imavision

#### DVD
- 2007 : Radio-Canada : Cinquante ans de grande télévision jeunesse:  Les vacances (dernier épisode de la série), distribué par Imavision
- 2008 : La Boîte à souvenirs: Volume 1, Classique jeunesse de Radio-Canada, 2008

Épisodes Le gâteau de Bobinette, La journée internationale de la musique, La machine volante (note : il y a eu une erreur dans le titre inscrit sur le coffret DVD. Il s'agit de l'épisode Ti-Jean Bonne Humeur) et Les affiches de sport

### Textes dramatiques
- Bobino, Bobinette et Cie, Michel Cailloux ; ill. Hélène Desputeaux. Montréal : éd. Pierre Tisseyre, 1988, 208 page.

### Biographie
- Nom d’une Bobinette : 50 ans déjà ! - Christine Lamer, Les Éditions Publistar, 2003, 275 pages.

### Journaux, hebdomadaires et mensuels
- Les compagnons de Bobino, texte de F. Ippersiel, La Semaine à Radio-Canada, Semaine du 20 au 26 juillet 1957, page 7.
- Il sourit, il invente, il raconte… "Bobino" sait se gagner les cœurs, texte signé Edward Rémy, Photo-Journal, semaine du 24 au 31 mars 1962, page 42. Texte avec plusieurs photographies.
- Guy Sanche alias Bobino, texte de Fernand Côté, La Semaine à Radio-Canada, semaine du 30 mars au 5 avril 1963, page 8.
- Il en voit des belles l'ami Bobino avec l'amie Bobinette, texte non signé, La Semaine à Radio-Canada, semaine du 9 au 15 novembre 1963, pages 8 et 9.
- Une 1000e émission, c'est tout un événement que l'on tient à fêter entre amis, texte non signé, La Semaine à Radio-Canada, semaine du 7 au 13 mars 1964, page 9. Article sur la 1000e émission de Bobino.
- Ici Radio-Canada - Jeunesse, Volume 1, numéro 1, du 15 avril au 15 mai 1966 au Volume 1, numéro 12, du 15 mars au 15 avril 1967. Publication mensuelle qui s'adressait à la jeunesse et qui présentait les émissions jeunesse de Radio-Canada. Uniquement 12 numéros ont été publiés. On y retrouve de nombreux articles sur Bobino, La Boîte à Surprise, La Souris verte, etc.
- Ici Radio-Canada - Madame, Volume 1, numéro 1, d'avril 1966 au Volume 1, numéro 12, du 7 mars au 7 avril 1967. Publication mensuelle qui s'adressait aux dames. Uniquement douze numéros ont été publiés. On y retrouve de nombreux articles sur Bobino, La Boîte à Surprise, La Souris verte, etc.
- Bobino lance un 2e album[64], texte non signé, Télé-Radiomonde, 29 juin 1968, page 7.
- Bobinette kidnappée, texte non signé, La Presse, 10 janvier 1969, page 3[65],[66].
- Que devient "Bobino" l'homme?, texte non signé, La Patrie, semaine du 21 juin 1970, page 53.
- Bobino et Bobinette fêtent la 2500e émission de télévision, texte signé Cosmono et Cosmonette, Journal des Vedettes - supplément Journal Zoum, 30 octobre 1971, pages 15 et 17. Commentaire : description de la 2500e émission de Bobino avec la présence exceptionnelle de Michel-le-Magicien.
- Tricottin [Tricotin], le nouvel ami de Bobinette, texte non signé, publié dans Télé-Radiomonde, 30 octobre 1971, page 2[67],[68].
- Rassurez-vous… Bobino revient officiellement![69], texte non signé, Télé-Radiomonde, 2 septembre 1972, page 8.
- C'est le hasard qui a amené Guy Sanche à créer Bobino, texte non signé, Échos-Vedettes, 14 octobre 1972, pages 24 et 25.
- Bobino chez Woolco, Courrier-Laval, mercredi 8 novembre 1972, page 12.
- Des doigts de fée voient à la création des costumes de Bobinette et de Nic et Pic, texte de Yolande Rivard, photographies de Radio-Canada, TV Hebdo, semaine du 28 avril au 4 mai 1973, pages 159 et 160. Commentaire : article sur Christiane Chartier qui a confectonné la marionnette Bobinette et les costumes de Bobinette; ainsi que les costumes de Nic et Pic.
- « La 3000e de Bobino » : merci!, texte de Daniel Pinard, Le Devoir, samedi 30 mars 1974, page 22.
- Bobino… 18e saison, Circuit Fermé, Volume 10, Numéro 15, 15 octobre 1974, pages 1 et 2. Article sur une émission spécial soulignant le début de la 18e saison de Bobino.
- La main qui l'agite et la voix de Bobinette, c'est Christine Lamer: ne la cachez plus derrière le comptoire!, une entrevue de Normand René Prieur, photos d'Yves Nantel, Téléspec - le magazine, Volume 1, numéro 19, 23 décembre 1977, pages 22 et 23.
- Bobinette a vingt ans!, texte de Johanne Mercier, TV-Hebdo, semaine du 18 au 24 octobre 1980, pages 25 et 26.
- Bobino a 25 ans, Circuit Fermé, 1er mars 1982, page 1.
- Bobino et Bobinette disparaîtront, texte de Louise Blanchard, Le Journal de Montréal, 12 octobre 1983, pages 1 et 67. Commentaire : Premier texte traitant de la décision de Radio-Canada d'annuler l'émission de Bobino. Les protestations du public à travers le Canada ont permis de rapporter l'échéance et de produire la saison 1984-1985.
- Bobino, Bobinette et les autres, texte d'Yvan Lépine, Sélection du Reader's Digest, novembre 1984, pages 80 à 84. Extrait : « C'est lui-même [Guy Sanche] qui construit dans son sous-sol son premier élément de décor, une fenêtre à carreaux qu'il suspend à un fil en pleine émission, en expliquant aux enfants qu'il veut voir ce qui se passe dehors. »
- Le Chez-nous des artistes, Circuit Fermé, décembre 1984, page 9. Rapportage sur l'encan d'ameublements et de costumes de productions de Radio-Canada pour le bénéfice du Chez-nous des artistes.
- Exposition Guy Sanche sans Bobino, Circuit Fermé, décembre 1984, page 18. Article sur les peintures de Guy Sanche. L'article comprend une photographie de Gaétan Gladu et Christine Lamer avec leur marionnette et Guy Sanche en costume.
- Bobino s'éteint, texte de Pierre Roberge et caricature de Guy Bado, Le Droit, 28 janvier 1988, pages 1 et 4.
- Adieu Bobino!, divers auteurs, Échos-Vedettes, semaine du 30 janvier au 5 février 1988, pages 1, 2, 3, 44 et 54. Les divers articles brosse un tableau de Guy Sanche et de Bobino. On y retrouve également plusieurs témoignages: Paul Buissonneau, Andrée Lachapelle, etc.
- Bobino, texte non signé, supplément du samedi - Journal de Montréal, samedi 30 janvier 1988, pages 60 et 61.

### Ici Radio-Canada
Télé-horaire officiel de Radio-Canada, Ici-Radio-Canada regorge de reportages et de photographies sur toutes les émissions de Radio-Canada.
- Bobino à Arvida, texte de Jean Boisvert, Ici Radio-Canada, du 13 au 19 mai 1967, page 7. Reportage de Bobino du Salon régionale du sportsman à Arvida.
- Deux lancements pour les Éditions Radio-Canada: un disque et un album à colorier, texte non signé, Ici Radio-Canada, du 16 au 22 mars 1968, page 16. Reportage sur le premier album à colorier édité conjointement par Les Éditions Radio-Canada et Les Éditions Héritage.
- Bobino présente « Cinéma-jeunesse », texte non signé, Ici Radio-Canada, du 15 au 21 juin 1968, page 2. Reportage portant sur l'animation de Bobino de l'émission « Cinéma-jeunesse » présentée les samedis.
- Lancement du deuxième album [à colorier] et d'articles à l'usage des tout-petits, texte non signé, Ici Radio-Canada, du 6 au 12 juillet 1968, page 2. Dans cet article, on retrouve l'une des premières apparitions des dessins de Léonie Gervais qui ont servi à plusieurs produits dérivés de Bobino.
- Album de coupures, texte non signé, Ici Radio-Canada, du 12 au 18 octobre 1968, page 24. Reportage sur les produits dérivés de Bobino et Bobinette.
- Vive la 2000e de Bobino! s'écrit la charmante Bobinette, texte de Pierre Sarrazin, Ici Radio-Canada, du 15 au 21 février 1969, page 6.
- Bobinette invente une méthode : l'odoro-visuelle, texte signé P.S., Ici Radio-Canada, du 15 au 21 novembre 1969, page 7.  Épisode du 17 novembre 1969 : Bobinette a inventé une méthode d'enseignement par la vue et l'odeur.
- Bobinette fait un pastiche du « Donald Lautrec chaud », texte non signé, Ici Radio-Canada, du 18 au 24 avril 1970, page 16.
- Bobino, texte non signé, Ici Radio-Canada, Semaine du 5 au 11 septembre 1970, page 10. Article décrivant la saison 1970-1971.
- Les petits réservent un accueil triomphal à la Souris verte et à Bobino, texte non signé, Ici Radio-Canada, Volume 5, numéro 19, du 1er au 7 mai 1971. L'article décrit avec textes et photographies l'une des prestations de Bobino et de La Souris verte au grand magasin Morgan's (La Baie) de Montréal le 8 avril 1971.
- Bobino fait peau neuf et devient marchand de musique, texte de Fernand Côté, Ici Radio-Canada, du 28 juillet au 3 août 1973, page 8. Article sur la saison 1973-1974 de Bobino.
- Présentation d'une collection de vêtements pour enfants, texte non signé, Ici Radio-Canada, du 30 mars au 5 avril 1974, page 13. Article sur la ligne de vêtements pour enfants Bobino et Nic et Pic.
- Les 25 ans de la télévision jeunesse, texte non signé, Ici Radio-Canada: horaire de la télévision, semaine du 16 au 22 juillet 1977, pages 10 et 11.
- La Machine à images, texte non signé, Ici Radio-Canada: horaire de la télévision, semaine du 3 au 9 septembre 1977, page 8.
- Album souvenir, texte non signé, Radio-Canada: horaire de la télévision, semaine du 15 au 21 octobre 1977, page 10. Article au sujet de l'émission La Machine à images.
- 25e anniversaire de Bobino, texte non signé, Ici Radio-Canada – Horaire de la chaîne française de télévision de Radio-Canada, Volume 16, numéro 21, semaine du 22 au 28 mai 1982, page 3.
- Recherché : Guy Sanche alias Bobino, texte non signé, Ici Radio-Canada – Horaire de la chaîne française de télévision de Radio-Canada, Volume 17, numéro 51, semaine du 17 au 23 décembre 1983, pages 6 et 17.
- Un voyage dans le cosmos avec « Bobino », texte non signé, Ici Radio-Canada – Horaire de la chaîne française de télévision de Radio-Canada, Volume 18, numéro 52, semaine du 22 au 28 décembre 1984, page 5. Article sur la 5000e de Bobino.

### Ouvrages de référence
- Radio-Canada par Irène Cornaglia[70], Collection: DC : Document pour la classe 2, auteur: Irène Cornaglia, éditeur: Fides, Montréal, 1965, 32 pages.
- Almanach du Peuple Beauchemin 1970[71], Librairie Beauchemin, 1969, 512 pages.
- 25 ans de télévision au Québec[72], auteur: Pierre Richard, Les Éditions Quebecor, 1986, 379 pages.
- Ici Radio-Canada : 50 ans de télévision française, auteur : Jean-François Beauchemin en collaboration avec Gil Cimon ; préface de Bernard Derome, Éditeur : Éditions de l'Homme, Montréal, 2002, 255 pages
- Le guide des Comics Héritage[73], par Alain Savois, Glenn Lévesque, Rosaire Fontaine et Jean-François Hébert, Éditeur Jean-François Hébert, 2010, 514 pages.